# Brackenheim
Brackenheim () è un comune tedesco di 15 232 abitanti, situato nel land del Baden-Württemberg.
È attraversato dal fiume Zaber.

## Amministrazione

### Gemellaggi
Brackenheim è gemellato con:
- Castagnole delle Lanze, Italia
- Charnay-lès-Mâcon, Francia
- Marsan, Francia
- Zbrosławice, Polonia